# Roberto, Duque de Chartres
Roberto Filipe Luís Eugênio Fernando (em francês: Robert Philippe Louis Eugène Ferdinand d'Orléans; Paris, 9 de novembro de 1840 — Saint-Firmin, 5 de dezembro de 1910), foi um príncipe francês da Casa de Orléans e Duque de Chartres. Neto do rei Luís Filipe I da França, Roberto lutou pela União na Guerra Civil Americana e depois pela França na Guerra Franco-Prussiana de 1870, porém em 1886, ele foi exilado da França.

## Biografia
Roberto Filipe Luís Eugênio Fernando d'Orléans, Duque de Chartres, nasceu em 9 de novembro de 1840 no Pavilhão de Marsan no Palácio das Tulherias em Paris. O duque de Chartres foi batizado no dia de seu nascimento por Denys Auguste Affre, arcebispo de Paris. A cerimônia batismal acontece em 14 de novembro de 1840 na capela das Tulherias, é presidido por Denys Affre, assistido por Jean-Baptiste Demerson, pastor da igreja real de Saint-Germain-l'Auxerrois: Roberto d'Orléans tem como padrinho seu tio o príncipe Luís, Duque de Némours e como madrinha sua tia-avó Madame Adeleide de Orléans.
O duque de Chartres ficou órfão muito cedo. Seu pai morreu, na verdade, em um acidente de conversível em 1842 e sua mãe sucumbiu em 1858 a uma forte gripe que seu filho lhe transmitiu. É, em grande medida, os avós do duque de Chartres, o rei Luís Filipe I e a rainha Maria Amélia de Nápoles e Sicília, que se importam com ele e seu irmão mais velho durante a infância e adolescência.
A essas desgraças familiares, devemos acrescentar o exílio, que afetou os membros da família Orléans após a revolução de fevereiro de 1848. De fato, os parisienses, cansados da política cada vez mais conservadora do “rei burguês”, voltaram a se levantar para derrubar sua monarquia. Luís Filipe, que se recusa a atirar nos revolucionários, abdica, portanto, de sua coroa em favor de seu neto, o Conde de Paris, em 24 de fevereiro. Como resultado, Helena de Mecklenburg-Schwerin, Duquesa Viúva de Orleães e mãe de Paris e Chartres, comparece perante a Câmara dos Deputados, acompanhada por seu cunhado, o duque de Nemours, e seus filhos, a fim de proclamar seu filho mais velho rei dos franceses e ser nomeado regente. Mas a intervenção da Assembleia de Ledru-Rollin, de Cremieux e Lamartine, frustrou este projecto e a Segunda República está estabelecida. A duquesa e seus filhos, portanto, deixaram a França e foram para a Alemanha, enquanto Luís Filipe e o resto da família real se estabeleceram no Reino Unido. Lá, o Orléans ficava em Castle Claremont House, propriedade de Leopoldo I da Bélgica, ele próprio filho de Luís Filipe.
Enviado a Turim logo após a morte de sua mãe em 1857, o duque de Chartres continuou seus estudos militares na Academia Militar da Sardenha. Tenente em 26 de abril de 1859 dos dragões piemonteses, ele se envolve na guerra de unificação italiana ao lado da Casa de Sabóia e da França. Participou em particular da batalha de Palestro, que lhe valeu a honra de ser condecorado pelo rei Vitor Emanuel II. Ele foi promovido a tenente em 11 de março de 1860.
Do 24 de setembro de 1861 para 16 de julho de 1862, o duque de Chartres juntou-se ao irmão em outro conflito: a Guerra Civil. Oficial do estado-maior do comando-em-chefe dos exércitos federais, o jovem príncipe luta assim contra os sulistas em Gains 'Mill. Durante esta estada nos Estados Unidos, os príncipes foram acompanhados por seu tio, o Príncipe de Joinville, que ocasionalmente produzia inúmeras aquarelas.
De volta à Europa, o duque de Chartres decide se casar. Mas, exilado e membro de uma casa considerada ilegítima por grande parte das dinastias reinantes, o príncipe não pode reivindicar o casamento com uma princesa estrangeira. Por isso pede a mão de sua prima, Francisca de Orléans-Joinville, para que se case com ela, a 11 de junho de 1863, em Kingston upon Thames, ainda na Inglaterra.
Estando em Bruxelas com seus tios Joinville e Aumale em 1870, quando a França declarou guerra à Prússia, Roberto de Chartres imediatamente pediu ao governo de Napoleão III permissão para participar da luta. Mas o Ministro da Guerra se opôs e Chartres não pôde se alistar no exército antes da queda do Império. Ele então se alistou sob o pseudônimo de Robert Le Fort e foi nomeado capitão em 7 de outubro de 1870 na sede da Guarda Nacional. Ele é um oficial ordenado do General Briand, comandando a segunda divisão militar em 22 de dezembro de 1870. É chamado de 10 de janeiro de 1871 líder de esquadrão no exército do Loire. Formou-se na Escola de Cavalaria Saumur em 16 de março de 1871, suas ações lhe renderam a honra de ser nomeado cavaleiro da Legião de Honra em 5 de maio de 1871.
Em 1871, o duque de Chartres, a quem o governo provisório manteve sua patente militar, foi enviado à Argélia para conter uma revolta indígena.
A 18 de julho de 1878 O Duque de Chartres foi nomeado coronel e colocado no comando do 12 ° regimento de Chasseurs com sede em Rouen no quartel Richepanse. Ele mora na rue d'Elbeuf 111, em uma mansão construída em 1780, destruída entre 1910 e 1917, que ficava na propriedade da atual avenue des Martyrs-de-la-Resistance 119, em frente ao Jardin des Plantes. Rouen. Parece que os generais à frente do complô militar monarquista de dezembro de 1877 haviam dado ordens para que ele fosse preso por outro coronel de sua divisão.
Mas após a consolidação dos republicanos no poder, a Assembleia Nacional vota uma lei que força os membros das antigas famílias governantes da França a irem para o exílio. Assim, por decreto de 23 de fevereiro de 1883 do General Thibaudin, Roberto de Orléans é posto em inatividade. Ele então deixou a cidade de Rouen.
Em 1886, a lei do exílio permite ao governo eliminar o príncipe das listas do exército.
Muito próximo de seu irmão, o Conde de Paris, encorajou-o no caminho que culminaria na elaboração do Pacto Nacional. Ele escreve para ela em dezembro de 1886: «Temos de começar a pensar na prática e habituar o país à ideia da possibilidade do que chamo de monarquia razoável, isto é, uma monarquia que não seja puramente legitimista, nem clerical, nem parlamentar, nem autoritária. Uma monarquia do futuro. Um governo da sociedade do futuro e não do passado”.
O conde de Paris também confidenciou a Alberto de Mun em que comunidade de espírito ele sempre se encontrou com seu irmão, o duque de Chartres: “Eu o consultava para tudo. Ele é o único membro da minha família que posso dizer”.

## Casamento e descendência
Em 1863, ele desposou sua prima Francisca Maria de Orléans, a única filha de Francisco d'Orléans, Príncipe de Joinville, e de D. Francisca do Brasil. Eles tiveram cinco filhos:
- Maria de Orléans (1865-1909), que desposou o príncipe Valdemar da Dinamarca, filho de Cristiano IX, com descendência;
- Roberto de Orléans (1866-1885), que morreu jovem;
- Henrique de Orléans (1867-1901), que não se casou;
- Margarida de Orléans (1869-1940), que desposou o duque de Magenta, com descendência;
- João, Duque de Guise (1874-1940), considerado pelos orleanistas como "João III", que desposou Isabel de Orléans, com descendência.